# Révoltes de Maneta
En octobre et novembre 1711, se produisirent à Salvador deux violents soulèvements populaires, considérés comme étant de type régionaliste par les historiographes de l’histoire du Brésil. Seul le premier vit la participation du dénommé Maneta, mais des historiens des XVIIIe et XIXe siècles lui attribuèrent la paternité des deux. Des travaux récents ont remis en question ces versions de Sebastião da Rocha Pita, Robert Southey et Francisco Adolfo de Varnhagen.

## Premier mouvement
La première émeute, dirigée le samedi 17 octobre 1711 par le commerçant João de Figueiredo da Costa, surnommé Maneta, qui s'est produite peu de temps après l'intronisation du gouverneur Pedro de Vasconcelos e Souza, est due à une augmentation des impôts, décrétée par le gouvernement. Les autorités justifiaient ces mesures supplémentaires par les coûts occasionnés par la guerre de Succession d'Espagne et la piraterie pratiquée contre le Brésil, en ce début de XVIIIe siècle. Pour couvrir les dommages causés au trésor public, le pouvoir décida d'augmenter les taxes. Ces taxes concernaient les esclaves amenés du golfe de Guinée et d'Angola, le sel -dont l'impôt passait de 480 à 720 reais- et une exigence de 10 % ad valorem sur la valeur des marchandises importées du Portugal.
La foule des mécontents, formée principalement de Portugais, détruisit les maisons de riches négociants impliqués dans le recouvrement des impôts, pour ensuite marcher sur le palais du gouverneur Pedro de Vasconcelos e Souza, qui, n'ayant les forces militaires suffisantes pour s'opposer à l'émeute, reçut les demandes de la masse populaire et amnistia les principaux participants à la révolte.
La surtaxe fiscale fut toutefois appliquée trois années plus tard, quand s'installa le gouverneur Pedro Antônio de Noronha, marquis d'Angreja.

## Second mouvement
Un mois et demi plus tard, d'autres troubles se produisirent quand arriva à Salvador la nouvelle que l'escadre du corsaire français Duguay-Trouin occupait Rio de Janeiro. Cette occupation visait à obtenir des richesses par le pillage de la ville, et à venger la mort d'un autre corsaire, Jean-François Duclerc, capturé alors qu'il attaquait Rio fin 1710, mystérieusement assassiné durant sa détention.
Cette révolte, à laquelle Maneta ne participa cependant pas, est connue sous le nom de Soulèvement des Patriotes.
Les insurgés exigeaient que le gouverneur organise immédiatement une force militaire expéditionnaire pour combattre les envahisseurs et restaurer la liberté de la cité occupée. De nombreux volontaires se présentèrent, certains allant jusqu'à offrir leurs biens pour parer aux frais nécessaires.
Vasconcelos e Sousa organisa une force militaire de trois cents hommes qui ne quitta jamais Salvador, Duguay-Trouin s'étant retiré après avoir reçu comme rançon une forte somme d'argent, cent caisses de sucre et  deux cents bœufs.

## Répression
La répression fut violente, et les trois principaux chefs du mouvement furent déportés vers l'Angola et d'autres colonies portugaises. Les autorités portugaises considérèrent cependant le comportement du gouverneur comme totalement contradictoire : il amnistia les participants au premier soulèvement, bien plus grave, mais fut implacable lors du second, dont les motifs étaient légitimes et où les insurgés offraient leur vie et leurs biens pour aller secourir Rio de Janeiro.
La conséquence en fut la nomination d'un nouveau gouverneur, envoyé avec les consignes de recouvrir les impôts précédemment décidés en employant la force contre les récalcitrants, mais « avec le moins d'effusion de sang possible, seulement ce qu'il suffisait pour l'exemple, et de la terreur pour les autres ».